# مطار مانزهولوي شيجياو
مطار مانزهولوي شيجياو (بالإنجليزية: Manzhouli Xijiao Airport)‏ و(بالصينية: 满洲里西郊机场) (إياتا: NZH، إيكاو: ZBMZ) مطار عام يقع بمدينة Manzhouli في منغوليا الداخلية في الصين.   .

## شركات الطيران والوجهات

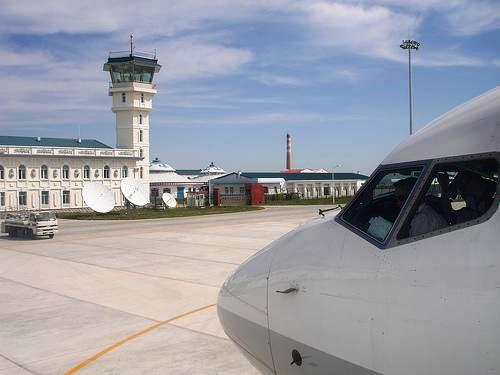
ساحة مطار مانزهولوي شيجياو

| شركـات طيـران          | الوجهات                                             |
| ---------------------- | --------------------------------------------------- |
| طيران الصين            | مطار بكين العاصمة الدولي                            |
| Chengdu Airlines       | مطار هاربين الدولي                                  |
| خطوط شرق الصين الجوية  | مطار حيفي شينكياو الدولي، مطار شانغهاي بودنغ الدولي |
| خطوط جنوب الصين الجوية | مطار ووهان تيانهي الدولي (تبدأ في 14 يوليو 2023)    |
| China United Airlines  | مطار أركسان يبرشي، مطار بكين داشينغ الدولي          |
| خطوط هاينان الجوية     | مطار بكين العاصمة الدولي                            |
| Hunnu Air              | مطار جنكيز خان الدولي الجديد                        |
| Qingdao Airlines       | مطار داتشينغ سارتو، مطار غينغادو جياودونغ الدولي    |

## وصلات خارجية
- http://www.flightstats.com/go/Airport/airportDetails.do?airportCode=NZH